# Maren Elisabeth Bang
Maren Elisabeth Bang, född 1797 i Kongsvinger, död 1884, var en norsk författare av kokböcker.
Hon var dotter till Hans Arnt Poulsen (1768–1809) och Sara Elisabeth Bergström (1770–1845). Fadern var godsägare, och Maren Elisabeth växte upp i Kongsvinger. 
Hennes bror Bastian Paulsen (1799–1866) blev ryttmästare och var far till Hans Arne Hartvig Paulsen, också känd som "Køla-Pålsen" och den som försåg gamla Kristiania med kol och annat bränsle under mitten av 1800-talet.
1817 gifte Maren Elisabeth sig med fogdens son löjtnant Christian Steen Bang (1794–1862). Maken var kopist men hamnade i fängelse på grund av förskingring. Under tiden publicerade Maren 1831 landets första kokbok, "Huusholdnings-Bog, Huusholdnings-Bog, indrettet efter den almindelige Brug i norske Huusholdninger." Flera böcker kom på 1840-talet när hon flyttade till Halden för att vara nära sin man. 1849 flyttade de till Kristiansand och startade ett värdshus. De drev detta fram till makens död 1862. Därefter återupptog Maren Bang sitt författarskap, och gjorde större ändringar i sina tidigare böcker, medan hon publicerade Vinbog och Raad og Veiledning for Landmanden.
Senare publikationer var Huusholdningsbog for Almuen, Slagtebog, Almindelig Syltebog, Nyttige Huusraadl  Bagebog och Praktisk Farve-Bog for Almuen.
Bang tillbringade sina sista år i Kristiania, där hon dog av gastroenterit 3 juli 1884.

## Utgivning
- Bang, Maren (1831). Huusholdnings-Bog: indrettet efter den almindelige Brug i norske Huusholdninger. Kristiania. http://urn.nb.no/URN:NBN:no-nb_digibok_2014071724003
- Bang, Maren (1842). Huusholdningsbog: indeholdende Land- og Byhuusholdning, Brygning, Bagning af alle Slags, Syltning, Tillavning af Vine og Liqeurer, Slagtning, Farvning, Opbevaring af Havegrönt og Frugt m.m. : indrettet for norske Huusholdninger. Frederikshald. http://urn.nb.no/URN:NBN:no-nb_digibok_2016101329002
- Bang, Maren (1862). Vinbog indeholdende Anviisning med Hensyn til Tillavning af forskjellige Slags Punsch, Frugtvine, Liqueurer, Limonade, Rum m.m. http://urn.nb.no/URN:NBN:no-nb_digibok_2009082112001